# Claudionor Cruz
Claudionor José da Cruz (1 de abril de 1910 — 21 de junho de 1995) foi um compositor, violonista e cavaquinista brasileiro.
Aprendeu música desde pequeno com seu pai e com vinte anos já tinha tocado em vários conjuntos famosos e em 1932 criou o "Claudionor Cruz e seu Regional", grupo este que passou a tocar na Rádio Tupi, Rádio Nacional e outras do eixo Rio-São Paulo. Sua composição "Tocador de Violão" fez sucesso na década de 1940. "Caprichos do Destino" e "Sei que é Covardia", são outras composições de sucesso de Claudionor.